# Uitkijktoren de Stokte
De Stokte is een 20 meter hoge uitkijktoren in het Vechtdal bij de Overijsselse plaats Dalfsen. De toren staat bij een voormalige vuilstortplaats op een terrein tussen de Stokte en de Frankenweg.
De uitkijktoren de Stokte werd in 2012 gebouwd in het kader van een provinciaal project "Ruimte voor de Vecht", dat gefinancierd werd uit de opbrengst van de door de provincie Overijssel verkochte aandelen van het energiebedrijf Essent. De toren is een ontwerp van Ateliereen architecten. De trappen zijn gemaakt van staal, maar de bekleding van de toren is van hout. De ruimte tussen de houten lamellen biedt zicht op de omgeving. Aan de benedenzijde is de ruimte tussen de lamellen vrij ruim, naar boven toe wordt de ruimte gaandeweg tussen de lamellen smaller. Op ongeveer 18 meter hoogte bevindt zich een platform, met de laagste zijde naar het Vechtdal gekeerd. De totale bouwsom bedroeg € 125.000.

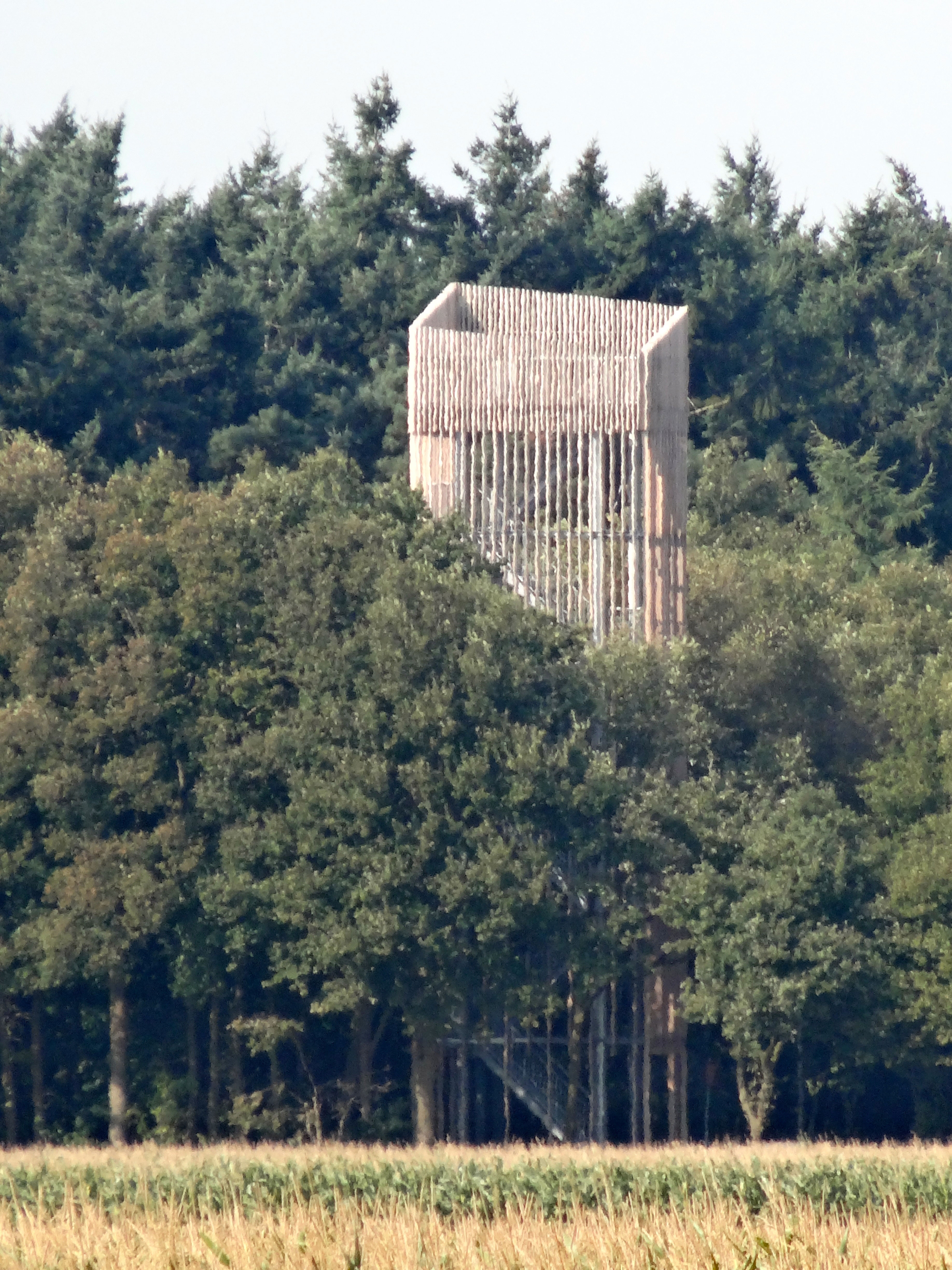
Uitkijktoren de Stokte in het Vechtdal nabij Dalfsen gezien vanaf de dijk bij de Watersteeg bij Hessum
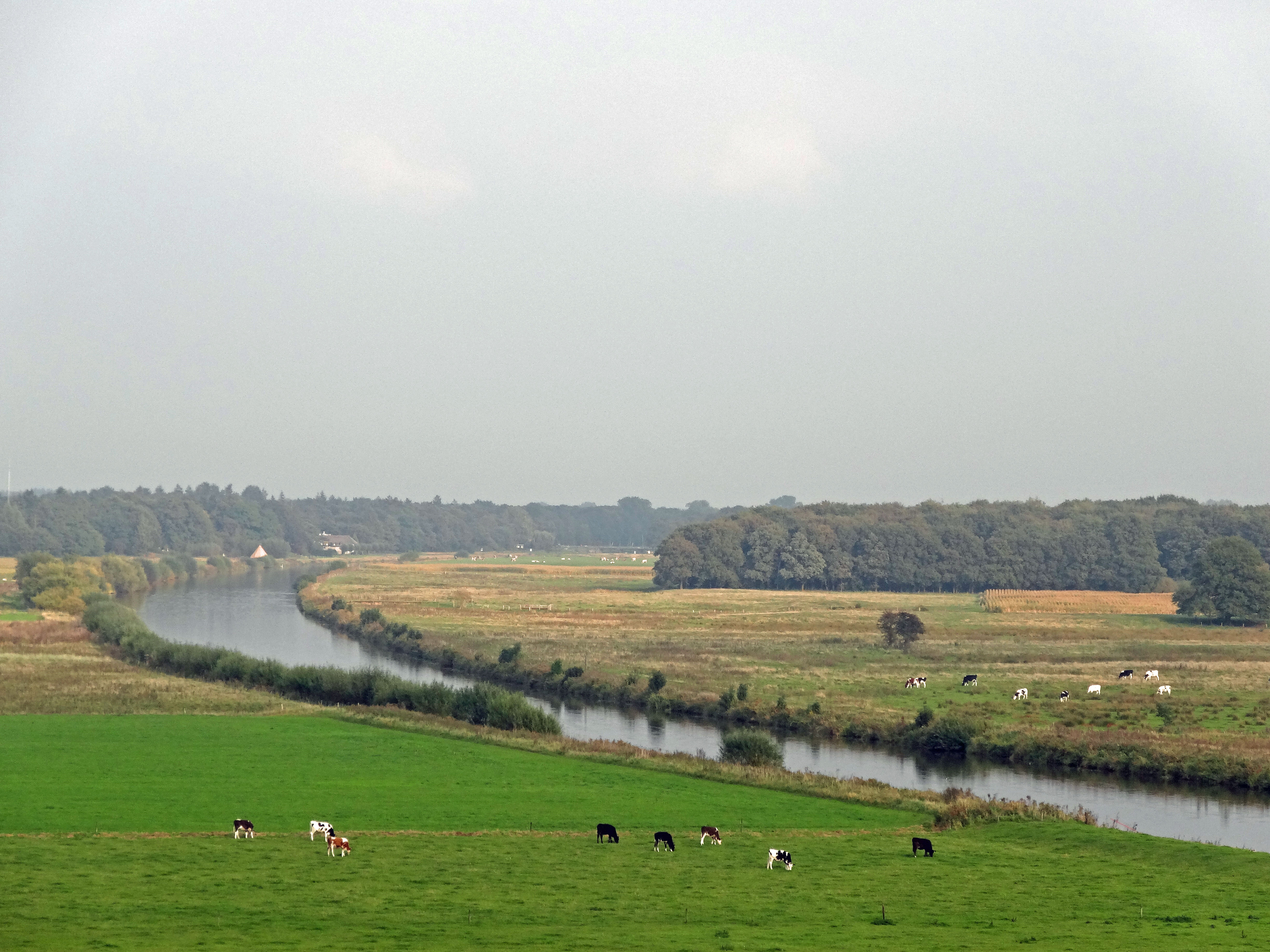
Uitzicht over het Vechtdal vanaf de uitkijktoren de Stokte